# Sannois
Sannois je severozahodno predmestje Pariza in občina v osrednjem francoskem departmaju Val-d'Oise regije Île-de-France. Leta 1999 je imelo naselje 25.349 prebivalcev.

## Geografija
Naselje leži v osrednji Franciji, 15 km od središča Pariza.

## Administracija
Sannois je sedež istoimenskega kantona, katero je sestavni del okrožja Argenteuil.

## Znamenitosti
- Muzej Utrillo-Valadon, posvečen francoskima slikarjema Utrillu in Valadonovi,
- mlin na veter Le Moulin de la Galette, postavljen leta 1759, obnovljen 1976,
- cerkev sv. Petra in Pavla, v kateri je pokopan Cyrano de Bergerac.